# Juan Yustrich
Juan Elías Yustrich (n Rosario, Santa Fe, Argentina, 9 de julio de 1909 - † Buenos Aires, Argentina, 6 de octubre de 2002) fue un futbolista argentino que se desempeñaba en la posición de arquero.
Marcó una época en la década de los 30 en el fútbol argentino debido a su capacidad de tapar y estirarse, dichas virtudes lo llevaron a ganarse el apodo de «Pez Volador».
Con el Club Atlético Boca Juniors conquistó los campeonatos de Primera División de Argentina en los años 1934 y 1935, los cuales significaron el primer bicampeonato nacional en la era profesional para el club «xeneize». Es considerado el primer arquero ídolo en la historia del club a nivel profesional.
Culminó sus últimos años de carrera entre Gimnasia y Esgrima de La Plata y Lanús.
Falleció a la edad de 93 años.

## Biografía

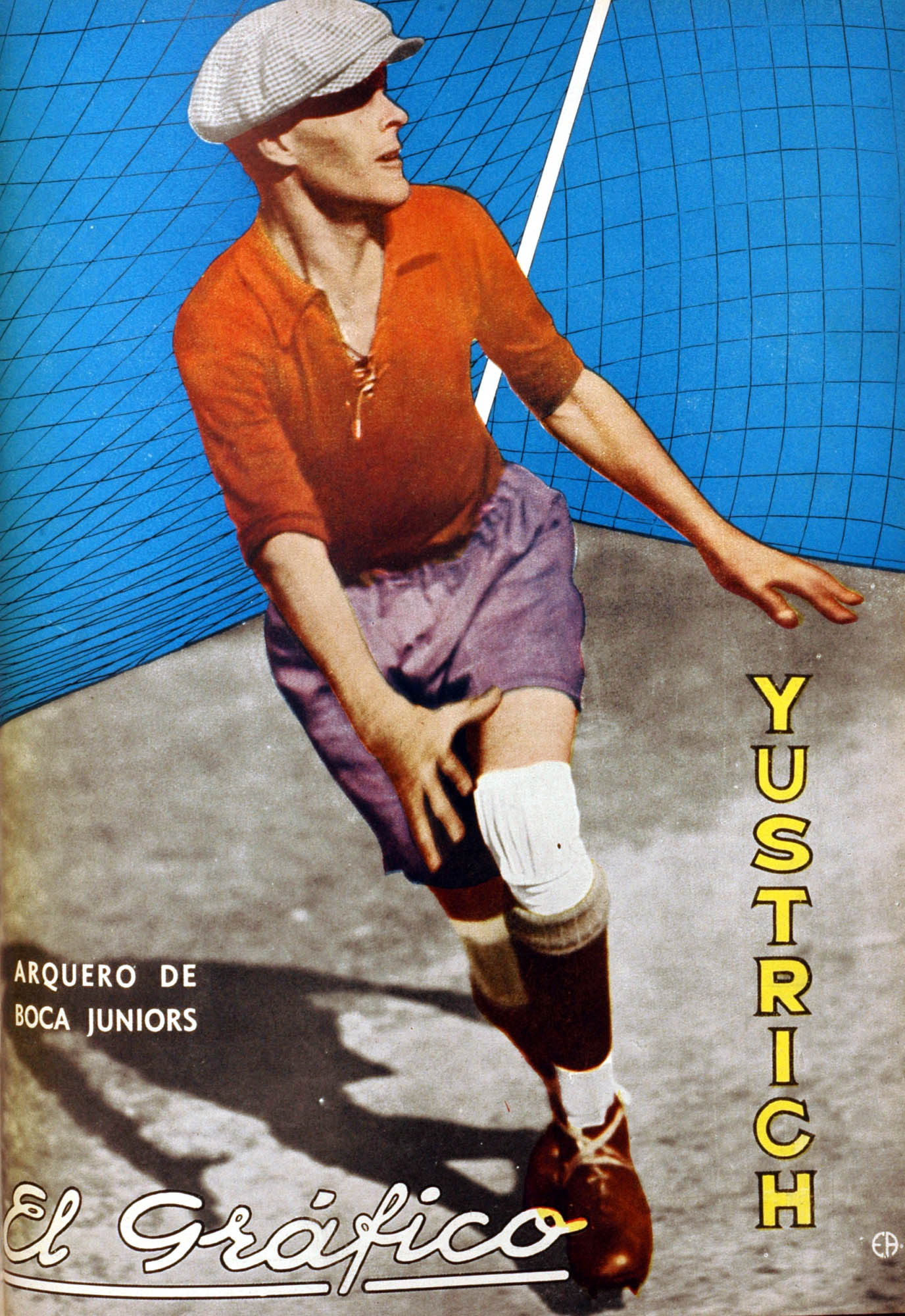
Yustrich en 1932.

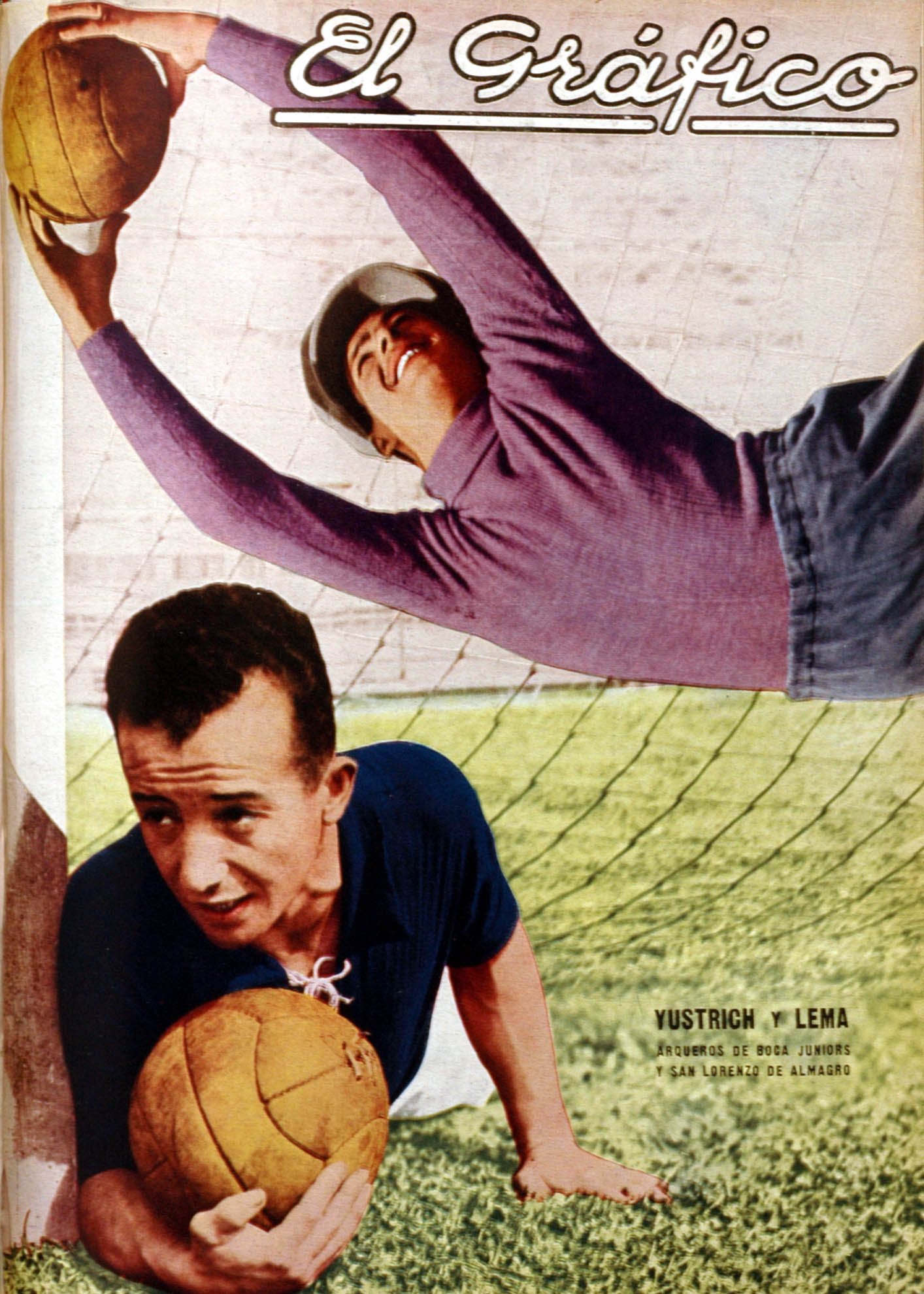
Yustrich en 1933.

Nació en Rosario, en una familia de clase media. Desde pequeño se interesó por el fútbol. Comenzó como un clásico N° 9, pero enseguida se decidió por hacerse guardameta en el Club Atlético Fisherton de Rosario, y más tarde en el Club Provincial, también de dicha ciudad. Con los rojiblancos del Parque de la Independencia debutó en la Copa Nicasio Vila 1930, el máximo torneo de la Liga Rosarina de Fútbol. Rápidamente Boca se interesó por sus desempeños y realizó un amistoso ante Independiente de Avellaneda para medir sus condiciones. No tuvo una buena actuación, pero lo contrataron, confiados en su personalidad ganadora. 
En Boca Juniors actuó de 1932 a 1937. Se consagró campeón en 1934 y 1935, con dos equipos de lujo, que tenían una delantera formidable, en la que se destacó Francisco Varallo y una defensa eficaz, con Yustrich como bandera, y los aportes de dos zagueros brasileños muy recordados de los años 30: Moisés Alves do Río y Felipe Jorge Bibí, que sobresalieron más por el coraje que por la técnica, al año siguiente Boca volvió a ser campeón pero esta vez con una defensa de mayor jerarquía, compuesta por el brasilero Domingos Antônio da Guia y el juvenil Víctor Valussi esta defensa recibió la mitad de los goles que la del año anterior debido a una mejor solidez.
Un periodista del diario Crítica, sorprendido por los vuelos reiterados de Yustrich, lo apodó «Pez Volador», una marca que lo acompañó siempre. 
Los duelos con dos grandes de la época, Bernabé Ferreyra y Arsenio Erico fueron sus mejores recuerdos. Pero la gloriosa época xeneize ya había quedado atrás. Algunos cuestionamientos internos y una disputa con el tesorero, de apellido Salezzi, determinaron el alejamiento de Boca, que sorprendió a muchos. Más aún: por algunas cuestiones extradeportivas Yustrich hasta pensó en abandonar el fútbol. Pese a todo, fue contratado por Gimnasia y Esgrima La Plata, que cerca estaba del descenso y con sus vuelos de aquí para allá no sólo evitó la pérdida de la categoría, sino que permitió que el conjunto platense finalizara en los primeros lugares entre 1938 y 1939. Dos años más tarde, en el Club Atlético Lanús, terminó su carrera y jugó varios partidos en el seleccionado nacional.
Estuvo casado con Isela Santamaría, padre de Isela y abuelo de Patricio, trabajó en un frigorífico y como jefe de preceptores en una escuela técnica del barrio de Barracas en Buenos Aires.

## Clubes
| Club                                | País      | Año         |
| ----------------------------------- | --------- | ----------- |
| Provincial de Rosario               | Argentina | 1930 - 1931 |
| Boca Juniors                        | Argentina | 1932 - 1937 |
| Club de Gimnasia y Esgrima La Plata | Argentina | 1938 - 1939 |
| Lanús                               | Argentina | 1940 - 1941 |

## Estadísticas
Datos actualizados al fin de la carrera deportiva.
| Boca Juniors Argentina |               |               |     |    |    |     |     |   |
| 1.ª | 1932          | 31            | 0   | 7  | 0  | 38  | 0   |   |
| 1.ª | 1933          | 28            | 0   | 3  | 0  | 31  | 0   |   |
| 1.ª | 1934          | 28            | 0   | -  | -  | 28  | 0   |   |
| 1.ª | 1935          | 29            | 0   | -  | -  | 29  | 0   |   |
| 1.ª | 1936          | 30            | 0   | -  | -  | 30  | 0   |   |
| 1.ª | 1937          | 27            | 0   | -  | -  | 27  | 0   |   |
| 1.ª | Total club    | 173           | 0   | 10 | 0  | 183 | 0   |   |
| Gimnasia y Esgrima La Plata Argentina                                                                                            |               |               |     |    |    |     |     |   |
| 1.ª | 1938          | 19            | 0   | -  | -  | 19  | 0   |   |
| 1.ª | 1939          | 29            | 0   | -  | -  | 29  | 0   |   |
| 1.ª | Total club    | 48            | 0   | 0  | 0  | 48  | 0   |   |
| Lanús Argentina |               |               |     |    |    |     |     |   |
| 1.ª | 1940          | 29            | 0   | -  | -  | 29  | 0   |   |
| 1.ª | 1941          | 24            | 0   | -  | -  | 24  | 0   |   |
| 1.ª | Total club    | 53            | 0   | 0  | 0  | 53  | 0   |   |
| Total carrera | Total carrera | Total carrera | 274 | 0  | 10 | 0   | 284 | 0 |
| (1) Incluye datos de la Copa de Competencia (1932, 1933), Copa Beccar Varela (1932). (3) No incluye goles en partidos amistosos. |               |               |     |    |    |     |     |   |

## Palmarés

### Campeonatos nacionales
| Título           | Club (*)     | País      | Año  |
| ---------------- | ------------ | --------- | ---- |
| Primera División | Boca Juniors | Argentina | 1934 |
| Primera División | Boca Juniors | Argentina | 1935 |